# Ammonios Alexandrijský
Ammonios Alexandrijský, křesťanský mysitel a teolog 3. století, byl pravděpodobně současníkem Órigenovým. Někdy byl mylně ztotožňován s novoplatonikem a Plótínovým učitelem Ammoniem Sakkou.
Ammonios je autorem spisu Soulad mezi Mojžíšem a Ježíšem; tento text napsal pravděpodobně na důkaz toho, že Starý a Nový zákon si neodporují, naopak, že se doplňují a odpovídají si. Reagoval tak na postoj gnostiků, kteří oba zákony stavěli do ostrého protikladu jako dílo „dvou bohů“.
Je možné (jak se domnívá Jeroným), že se jedná o téhož Ammonia Alexandrijského, o němž Eusébios z Césareje tvrdí, že sestavil Diatessaron, tj. harmonii všech evangelií, založenou na textu evangelia podle Matouše.